# ドラゴンクエストX 眠れる勇者と導きの盟友 オリジナルサウンドトラック
『ドラゴンクエストX 眠れる勇者と導きの盟友 オリジナルサウンドトラック』（ドラゴンクエストテン ねむれるゆうしゃとみちびきのめいゆう オリジナルサウンドトラック）は、『ドラゴンクエストX 眠れる勇者と導きの盟友 オンライン』の音楽CDである。

## 解説
『Wii U版 ドラゴンクエストX オリジナルサウンドトラック』に引き続き『ドラゴンクエストX オンライン』オリジナルサウンドトラックであるが、2ndディスクである『ドラゴンクエストX 眠れる勇者と導きの盟友 オンライン』で追加された楽曲を中心に収録されている。CD2枚組。作曲はすぎやまこういち、演奏は東京都交響楽団。
収録曲のうち、2ndディスク向けに新たに作曲されたものはシンセサイザー版となっている。また、過去作からの再録を含め、本CD発売時にゲーム本編では実装されていない楽曲も先行して収録されている。
CDジャケットは『眠れる勇者と導きの盟友』のパッケージイラストを流用している。
封入特典はオリジナルゲーム使用できる家具アイテム「天空のオルゴール」のアイテムコード。
オリコンアルバム週間ランキング初登場7位を獲得。

## 収録曲

### DISK1
1. 序曲X
2. アンルシアの願い（シンセサイザー）
3. 追憶のオルゴール（シンセサイザー）
4. 勇者アンルシア（シンセサイザー）
5. 晴れわたる世界（シンセサイザー）
6. 砂漠の王国 （シンセサイザー）
7. 神に挑みし者（シンセサイザー）
8. 飛竜は空高く（シンセサイザー）
9. 戦い（DQII）
10. 死を賭して（DQII）
11. 果てしなき世界（DQII）
12. ピラミッド（DQIII）
13. 戦闘のテーマ（DQIII）
14. 謎の城（DQIV）
15. 武器商人トルネコ（DQIV）
16. ジプシーダンス（DQIV）
17. 結婚ワルツ（DQV）
18. 戦火を交えて（DQV）
19. 不死身の敵に挑む（DQV）

### DISK 2
1. ハッピーハミング（DQVI）
2. 魔物出現（DQVI）
3. 奇蹟のオカリナ（DQVI）
4. 空飛ぶベッド（DQVI）
5. 血路を開け（DQVII）
6. トゥーラの舞（DQVII）
7. 失われた世界（DQVII）
8. 海原の王者（DQVII）
9. 雄叫びをあげて（DQVIII）
10. 神秘なる塔（DQVIII）
11. 城の威容（DQVIII）〜王宮のホルン（DQVII）
12. 終末に向かう（DQVIII）
13. 負けるものか（DQIX）
14. 更なる未来へ（DQX）〜炎の民オーガ・風の民エルフ・花の民プクリポ・地の民ドワーフ・水の民ウエディ
15. 目覚めし五つの種族（DQX）